# 우라스
우라스(Uras)는 이탈리아 사르데냐 주 오리스타노도에 있는 코무네이다. 칼리아리에서 북서쪽으로 약 60 km, 오리스타노에서 남동쪽으로 약 25 km 떨어진 곳에 있다. 2022년 7월 8일 기준으로 인구는 2,714명이었고, 면적은 39.4 km2이다.
우라스는 다음 코무네들과 경계를 이룬다: 마루비우, 마술라스, 모고로, 모르곤조리, 산니콜로다르치다노, 테랄바.